# Al Gore
Albert Arnold Gore ml. (* 31. března 1948) je americký demokratický politik, bývalý viceprezident USA za prezidentství Billa Clintona, senátor a neúspěšný kandidát na prezidenta ve volbách roku 2000. Společně s Mezivládním panelem pro změnu klimatu (IPCC) je držitelem Nobelovy ceny míru za rok 2007.

## Život

### Mládí
Al Gore se narodil ve Washingtonu, D.C., jeho otec byl kongresman za Tennessee – Albert Gore Sr.
Al Gore nejprve studoval ve Washingtonu, roku 1965 se zapsal na Harvardovu univerzitu a v roce 1969 studium úspěšně dokončil (diplomová práce na téma: „Vliv televize na výkon prezidentského úřadu“). Na univerzitě sdílel stejný pokoj se slavným Hollywoodským hercem Tommy Lee Jonesem, s kterým ho dodnes pojí přátelství.
Po absolvování studia narukoval do války ve Vietnamu, kde působil do května 1971 jako válečný reportér. Po ukončení vojenské dráhy pracoval jako novinář pro několikery noviny až do r. 1976, v této době se několikrát neúspěšně pokoušel studovat na Vanderbiltově universitě.

### Politická kariéra
V roce 1976 byl zvolen jako demokrat kongresmanem za Tennessee. O deset let později (1986) se stal senátorem. V průběhu své politické kariéry se angažoval v ekologické problematice a pomohl prosadit některé významné zákony, například roku 1980 byl jedním iniciátorů návrhu zákona, jež byl nařídil asanaci chemicky zamořené půdy a odstranění skládek. Je také jedním z autorů politické deklarace o ochraně životního prostředí na Zemi jako závěrečného dokumentu mezinárodní konference o ochraně ozónové vrstvy (1989).
V roce 1988 kandidoval na prezidenta, ale nezískal demokratickou nominaci (Demokratickým kandidátem se stal Michael Dukakis, prezidentem se stal republikánský kandidát G. Bush). Podpořil válku v Perském zálivu (podporu získala jen u 10 demokratických senátorů).
V dalších volbách, v roce 1992, si jej Bill Clinton zvolil jako svého viceprezidentského kandidáta a po vítězství ve volbách se stal 20. ledna 1993 viceprezidentem Spojených států amerických. V této funkci pracoval i v druhém Clintonově funkčním období (po volbách r. 1996).
V této funkci patřilo k jeho prioritám snížení výdajů federální vlády USA, ochrana životního prostředí, podpořil vznik NAFTA. Na konci 90. let byl významným zastáncem Kjótského protokolu. V zahraniční politice Gore podporoval například odstranění Slobodana Miloševiče (1998) a bombardování Iráku kvůli neochotě Saddáma Husajna spolupracovat se zbrojními inspektory, stejně jako použití kazetových bomb při bombardování Srbska NATO o čtyři roky před tím.
V roce 2000 Gore opět neúspěšně kandidoval na prezidenta USA. Přestože dostal více hlasů než jeho protivník G. Bush Jr., prezidentem v těchto kontroverzních volbách se stal právě Bush. Zajímavostí je, že jako svého případného viceprezidenta si zvolil senátora za Connecticut Josepha Liebermana – bylo to poprvé v historii USA, kdy se ortodoxní Žid dostal na kandidátku jedné ze dvou hlavních politických stran pro tuto funkci. V roce 2008 podpořil kandidaturu Baracka Obamy na prezidenta.

### Soukromý život
Roku 1969 se oženil s Mary Elizabeth Aitcheson, zvanou „Tipper“, se kterou má čtyři děti – Karennu Gore Schiff, Kristin, Sarah a Alberta III. Od roku 2010 však manželé žijí odděleně, brali se v roce 1970 ve Washingtonu. Al Gore se hlásí k baptistům.
Mimo jiné je po něm pojmenován druh ryby Etheostoma gore.

## Kritika
- V roce 1996 jej postihl politický skandál – byl obviněn, že pro získávání na prezidentskou kampaň využíval federální prostředky – telefon.
- V roce 2006 a znovu v červnu 2010 proběhl médii krátký sexuální románek Gora s Molly Haggerty, která tvrdí, že jím byla sexuálně obtěžována. V druhém případě však Haggerty stáhla svá obvinění.[5]

Jeho kritici mu dále vyčítají několik nesrovnalostí s jeho mediálním obrazem propagátora ekologické zodpovědnosti a některými jeho aktivitami, které do tohoto obrazu příliš nezapadají.
- V roce 2000, kdy vrcholila prezidentská kampaň, bylo na krátký čas mediálně přetřásáno, že jeho tři honosné rezidence v Aarlingtonu, Nashville a Carthagu mají velké roční náklady (přibližně stejné jako plat běžného Američana) včetně spotřeby elektřiny a zátěže CO2.
- Ve své knize Země na misce vah z roku 1992 brojí proti kartelu velkých nadnárodních naftařských společností; naproti tomu stejně jako jeho otec má úzké vazby na Occidental Petroleum (Oxy), které mj. razí cestu ropných vrtů s nepříliš velkými ohledy na životní prostředí a ve které má Gore peníze v akciích.[6]
- Kritici poukazují i na určitou Goreovu licoměrnost v souvislosti s tím, že do roku 2003 pobíral licenční poplatky (20 000 dolarů ročně) společnosti Pasminco Zinc, která na jednom z jeho pozemků provozovala důl na těžbu zinku.

## Dílo
- Earth in the Balance: Ecology and the Human Spirit, Houghton Mifflin – 1992 a 2000 (česky: Země na misce vah: Ekologie a lidský duch – 2000, ISBN 80-7203-310-7)
- Joined at the Heart: The Transformation of the American Family – 2002
- An inconvenient truth - film (2006), česky: Nepříjemná pravda (filmová cena Oscar za nejlepší dokument v roce 2007)
- The Assault on Reason, the Pinguin Press - 2007
- The Future: Six Drivers of Global Change, Random House - 2013